# Pinza Kocher

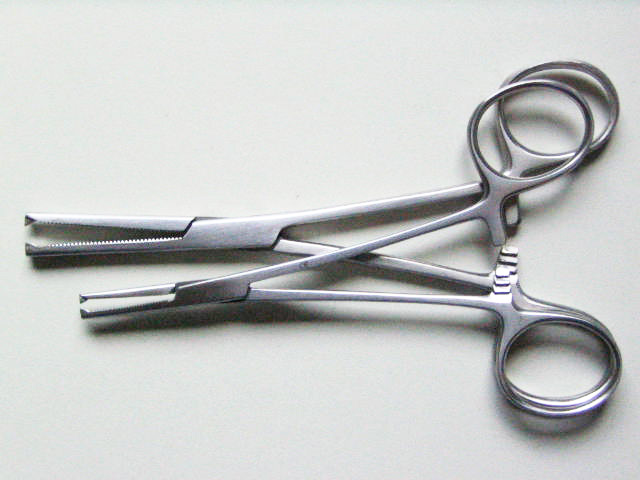
Dos pinzas Kocher, una pequeña y una mediana.

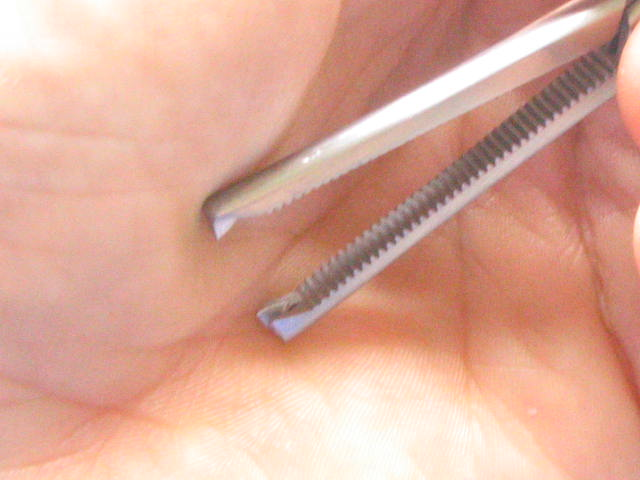
Superficie de trabajo de la pinza Kocher, se observan sus dientes aserrados y el "diente" en el extremo.

La pinza Kocher es una pinza de fuerza y presión para traumatismos y pertenece a la clase de instrumentos quirúrgicos de agarre; a tal efecto poseen puntas afiladas las cuales tienen pequeños dientes aserrados transversales en toda su longitud. Fue desarrollada por el cirujano suizo Emil Theodor Kocher a fines del siglo XIX.
La pinza Kocher se utiliza principalmente cuando las estructuras deben tomarse y sujetarse de manera segura a largo plazo, pero pueden comprimirse por lo que se las suele utilizar como pinzas hemostáticas para comprimir un tejido con hemorragia. Para este propósito (para que el tejido agarrado no se salga de la pinza) tiene mandíbulas aserradas y un pequeño "diente" en el extremo, que puede evitar que la pinza se deslice incluso si solo se puede agarrar una pequeña parte de tejido.
Debido a su efecto destructivo, se utiliza como instrumento de barril estándar para tipos de tejido robustos como el periostio y la piel; las fibras musculares cortadas (con lesiones vasculares) no solo se pueden agarrar con la pinza Kocher, sino que la presión detiene el sangrado capilar fino. Sin embargo, la pinza Kocher no es adecuada para material sensible a la presión, como nervios, intestinos y pulmones.